# ميخائيل إتش جوردن
ميخائيل إتش جوردن (بالإنجليزية: Michael H. Jordan)‏ هو شخصية أعمال أمريكي، ولد في 13 يونيو 1936، وتوفي في 25 مايو 2010 بسبب سرطان.

## وصلات خارجية
- ميخائيل إتش جوردن على موقع إن إن دي بي (الإنجليزية)